# დ
დ (doni) – czwarta litera alfabetu gruzińskiego. Jest wykorzystywana do zapisu głoski [d], czyli spółgłoski zwartej dziąsłowej dźwięcznej. Odpowiednik polskiej litery D. W systemie Unikod ta litera oznaczona jest jako U+10D3.

Litera დ w trzech gruzińskich pismach
Asomtavruli
Nushkuri
Mkhedruli

## Przykłady
| Słowo    | Transliteracja | Tłumaczenie               |
| -------- | -------------- | ------------------------- |
| ზუგდიდი  | zugdidi        | Zugdidi (miasto w Gruzji) |
| შვიდი    | szwidi         | siedem                    |
| გმადლობ! | gmadlob!       | Dziękuję!                 |